# Хеглишка криза
Хеглишка криза, позната и као Рат на граници Јужног Судана и Судана, оружани је сукоб који је избио на граници Судана и Јужног Судана у периоду март—мај 2012. године због власништва над богатим изворима нафте и гаса. Субок је окончан примирјем и потписивањем неколико међудржавних споразума.

## Позадина сукоба
Јужни Судан је постао независтан 2011. године, а након тога дошло је до неколико пограничних сукоба са Суданом око територија и нафте. Међу њима је и сукобу у региону Абјеј, након којег је Јужни Судан обуставио производњу и извоз „црног злата“.
У мају 2011. Судан је окупирао спрони регион Абјеј, након тродневних сукоба са снагама Јужног Судана. Током борби страдало је 20-ак војника, а око 20.000 цивила је расељено и напустило своје домове услед разарања. Посредовањем међународних званичника окончана је размена ватре и потписан споразум по коме је спорна област постала демилитаризована зона, а Уједињене нације су послале мисију за одржавање реда и мира. Почетком марта 2012. године суданска авијација бомбардовала је пограничне делове Јужног судана што је био увод у почетак већег оружаног сукоба.

## Ток сукоба

### Битка за Хеглиг
Званичници Судана саопштили су да је Јужни Судан напао нафтно поље у Хеглигу, 26. марта, док је друга страна то окарактерисала као чин самоодбране. Следећег дана суданска авијација је бомбардовала нафтна поља у пограничном делу Јужног Судана, недалеко од града Бентијуа. Копнена војска Судана је напала и спорна подручја дуж границе, али је та офанзива одбијена. Током 28. марта, власти Јужног Судана наредили су својим трупама повлачење из области Хеглига, чиме је окончана прва већа битка у међусобном рату.

## Преговори
Током септембра 2012. представници обе државе су под надзором Афричке уније одржали низ састанака у Адис Абеби. Председници Салва Кир Мајардит и Омар ел Башир потписала су осам споразума 27. септембра чиме је окончан сукоб, а договорено је да се Јужном Судану врати 250.000 барела нафте, да се настави економска сарадња обеју држава, као и да се ради на решавању граничних неспоразума.